# Modo Turbo
"Modo Turbo" (estilizada em letras maiúsculas) é uma canção de Luísa Sonza, Pabllo Vittar e Anitta, gravada para o segundo álbum de estúdio de Sonza, Doce 22 (2021). Foi composta por Sonza, Diego Timbó, Rafinha RSQ e Arthur Marques, sendo produzida por estes dois últimos com Rennan da Penha. Foi lançada pela Universal Music em 21 de dezembro de 2020 como primeiro single do disco. A música mistura pop com batidas étnicas orientais, com uma influência no BPM do funk.

## Antecedentes e composição
Eu estava com o Rafinha RSQ, fazendo outro projeto. Ele me mostrou a base dessa música, que é dele com o Rennan da Penha. Eu falei: 'Me dê agora essa base, ela é tudo'. Fizemos a letra na minha casa.— Sonza
Os rumores da colaboração começaram em 11 de dezembro de 2020, depois que a canção foi registrada no American Society of Composers, Authors and Publishers (ASCAP). Logo após, a canção começou a aparecer no Shazam e Apple Music. Em 18 de dezembro, uma foto promocional vazou, e logo após Sonza confirmou a colaboração e a data de lançamento. A capa do single foi divulgada em 20 de dezembro. A faixa seria lançada oficialmente por Rennan da Penha, no entanto, Luísa acabou se interessando pela faixa.

## Videoclipe
O videoclipe de "Modo Turbo" estreou em 21 de dezembro de 2020 no YouTube. Dirigido pela dupla Alaska, formada por Gustavo Moraes e Marco Lafer, foi gravado em um shopping abandonado e no Templo Kinkaku-ji em São Paulo.

Captura de ecrã do vídeo

### Sinopse
O clipe começa com Sonza, Anitta e Vittar encontrando um shopping abandonado, onde encontram uma máquina, a "Modo Turbo", que liga e convida as três a dançarem, ativando os players de jogo. Logo depois, as três aparecem como personagens típicas dos animes e jogos de videogame, com cada uma tendo seu poder—Sonza tem "Super Força", Vittar tem o da "Multiplicação", e Anitta tem "Quicada Atômica". Em seguida, elas lutam contra um robô dançante.

## Prêmios e indicações
| Ano  | Prêmio                       | Categoria       | Resultado | Ref.   |
| ---- | ---------------------------- | --------------- | --------- | ------ |
| 2021 | MTV Millennial Awards Brasil | Clipão da P#rr@ | Indicado  | [ 16 ] |
| 2021 | MTV Millennial Awards Brasil | Feat. Nacional  | Indicado  | [ 16 ] |
| 2021 | MTV Millennial Awards Brasil | Hino do Ano     | Indicado  | [ 16 ] |

## Desempenho comercial

### Tabelas semanais
| Tabela musical (2020–2021)   | Melhor posição |
| ---------------------------- | -------------- |
| Mundo (Billboard Global 200) | 126            |
| Portugal (AFP)               | 7              |

## Vendas e certificações
| Região                                                        | Certificação | Vendas   |
| ------------------------------------------------------------- | ------------ | -------- |
| Brasil (Pro-Música Brasil)                                    | 3× Diamante  | 900.000‡ |
| ‡vendas+valores de streaming baseados somente na certificação |              |          |

## Históricos de lançamentos
| Região | Data                   | Formato(s)                 | Gravadora | Ref.   |
| ------ | ---------------------- | -------------------------- | --------- | ------ |
| Várias | 21 de dezembro de 2020 | Download digital streaming | Universal | [ 20 ] |